# Kitanemuks
Els kitanemuks són una tribu ameríndia uto-asteca Tradicionalment vivien a les Muntanyes Tehachapi i a l'àrea d'Antelope Valley a l'oest del desert de Mojave al sud de Califòrnia. Avui alguns kitanemuks s'han registrat dins la tribu reconeguda federalment dels Tejon de Califòrnia.

## Llengua
Els kitanemuks parlaven tradicionalment el kitanemuk, una llengua de la família uto-asteca, probablement dins la branca de les llengües takic i força propera al [[Serrano (llengua) |serrano]] en particular, igual que el tongva i el vanyume. Alice Anderton va reconstruir la llengua morta en 1988 des de les notes de Harrington.

## Població
Estimacions de les poblacions dels grups nadius de Califòrnia anteriors al contacte han variat substancialment. Alfred L. Kroeber (1925:883) proposà una població el 1770 per als kitanemuks, juntament amb serranos i tataviam, en 3.500 individus. Thomas C. Blackburn i Lowell John Bean (1978:564) estimà els kitanemuks sols en 500-1.000.
La població combinada de kitanemuk, serrano, i tataviam en 1910 havia caigut a 150 persones, segons Kroeber.

## Història
Els kitanemuks van contactar primer amb els missioners franciscans de l'explorador Francisco Garcés en 1769. Alguns kitanemuk foren reclutats i recol·locats per les missions espanyoles de Missió San Fernando Rey de España de la vall de San Fernando, la Missió de San Gabriel Arcàngel de la vall de San Gabriel, i potser a la missió de San Buenaventura al costat, a comtat de Ventura. Per tant, a vegades s'agrupen amb els indis de missió.
El 1840 els kitanemuk foren colpejats per una epidèmia de verola. A començaments de la dècada del 1850 foren associats a les reserves de Fort Tejon i Tule River. El 1917 alguns kitanemuks vivien a Tejon Ranch i altres vivien a la reserva índia Tule River, situada al comtat de Tulare.